# Выделенная линия
Выделенная линия — подключение к сети Интернет посредством физического канала связи в виде проводной линии (например: Ethernet-канал и GPON) или в виде радиорелейного канала или посредством изолированной полосы частот (например на линии проводной телефонной связи или линии кабельного телевидения). Используемое со стороны абонента оконечное оборудование зависит от конкретного типа используемой выделенной линии.

## xDSL-связь
Исторически это первый вид сравнительно высокоскоростной связи. xDSL есть семейство технологий для доступа в Интернет посредством линии проводной связи (например телефонной связи или сетей кабельного телевидения) за счет использования полосы частот обособленной от полосы частот телефонной связи. xDSL-технологии предполагают использование в качестве оконечного оборудования xDSL-модемов, собственно и позволяющих пропускать сигнал через обособленную от телефонной связи полосу частот. Достоинства xDSL-технологий:
- Возможность использования уже развернутой инфраструктуры проводных сетей связи (наиболее часто телефонных сетей и сетей кабельного телевидения),
- Возможность одновременных Интернет-сеансов и сеансов телефонной связи/просмотра телепередач.

Недостатки:
- Зависимость от качества линий связи (напр.: тех же телефонных линий или линий кабельного телевидения);
- Ограниченность скорости соединения от используемой для организации обособленной частотной полосы, в свою очередь зависящей с одной стороны от особенностей используемой линии связи и, с другой стороны, от особенности конкретной xDSL-технологии.

Например в технологиях HDSL и SHDSL, использовавшихся для подключения к Интернет корпоративных пользователей модемы устанавливались на стороне абонента и на стороне Интернет-провайдера, и скорость соединения достигала 2,3 Мбит/c при дальности связи не более 5 км при использовании стандартного телефонного кабеля (0,4 мм абонентский и 0,5 мм станционный). При использовании линии, построенной на других типах провода, дальность может увеличиваться в зависимости от его сечения, например до 15-18 км при сечении 1,2 мм. (В настоящее время все более становится распространенным дешевое по цене подключение домашних пользователей на скорости свыше 50 МБит/с, в сравнении скорость HDSL/SHDSL-подключения явно маленькая. Это притом, что HDSL/SHDSL-подключение сравнительно дорогостоящее.)
Использовалась как для подключения к Интернету, так и для организации корпоративной связи. До появления технологии ADSL и оптических линий являлась основой для построения корпоративных сетей связи и подключения к интернету организаций.
Также такая линия могла использоваться как соединительная линия от ведомственной АТС до абонента. Сопротивление шлейфа при этом не должно превышать 900 Ом для офисных АТС типа Panasonic и может составлять 3-6 кОм в станциях, предназначенных для организации ведомственной связи, что составляет примерно до 30 км на стандартном кабеле городских линий связи.
ADSL — наиболее распространенная в настоящее время xDSL-технология. Технологически доступная максимальная скорость входящего трафика при ADSL-подключении — 24 МБит/с. ADSL в настоящее время также наиболее доступная по стоимости xDSL-технология, что дает возможность использовать её для подключения домашних пользователей, используя уже развернутую инфраструктуру проводной телефонной связи.
Во многих зарубежных странах, где сети кабельного телевещания исторически массово развивались до массового развития сетей дешевого домашнего высокоскоростного доступа в Интернет по выделенным линиям (чаще всего по ADSL, «витой паре» или GPON) также распространена технология подключения домашних пользователей через сети кабельного телевидения посредством TV-кабельных модемов.
Также существует технология VDSL. До массового удешевления Ethernet-доступа и оптоволоконной связи VDSL часто использовалась для подключения корпоративных пользователей, сменив в этом секторе экономики HDSL/SHDSL-технологии. В частности максимальная доступная скорость VDSL-подключения было на уровне 40 МБит/с.

## Физическая проводная выделенная линия
Физическая проводная выделенная линия представляет собой физически обособленный проводной канал связи. В настоящее время наиболее распространены два вида физических проводных выделенных линий: «Ethernet-витая пара» и GPON. В первом случае на стороне абонента чаще всего устанавливается аппаратный маршрутизатор, предназначенный для Ethernet-сетей. В случае с GPON на стороне абонента устанавливается GPON-терминал также часто называемый оптоволоконным модемом. В настоящее время это наиболее массовые технологии подключения корпоративных и домашних пользователей. В частности это также наиболее дешевые технологии высокоскоростного доступа: скорость безлимитного (без ограничения входящего и исходящего трафика) подключения по Ethernet/GPON на уровне, например, 100 МБит при тарифе не дороже 300 руб./мес в настоящее время обычное явление (по крайней мере в крупных и многих средних городах России).

## Радиорелейное подключение
Радиорелейное подключение, известное также как «радиодоступ», представляет собой подключение к Интернет посредством канала радиорелейной связи между абонентом и базовой радиостанцией Интернет-провайдера. Естественно в этом случае на стороне абонент также использует абонентское радиооборудование для прямой радиорелейной связи с выбранной базовой радиостанцией провайдера. Такая технология обеспечивает довольно высокую скорость подключения к Интернет и, естественно, не зависит от сетей линий проводной связи, при этом некоторые варианты радиорелейного подключения к Интернет лишь ненамного дороже подключения к Интернет по Ethernet/GPON, что позволяет также делает их доступным для подключения домашних пользователей и, что зачастую еще более важно, малых предприятий, пространственно удаленных от сетей проводной связи.